# بريون (لا كرونيا)
بلدية بريون (بالإسبانية: Brión)‏، هي إحدى بلديات مقاطعة لا كرونيا إحدى مقاطعات إسبانيا، و التي تقع في منطقة جليقية شمال غرب إسبانيا.
يبلغ عدد سكانها 6.437 نسمة وفقاً لإحصائية سنة (2002).